# Ben van Grevenbroek
Ben van Grevenbroek (1914-1973) was een Nederlands schrijver.
Van Grevenbroek studeerde Nederlands, geschiedenis en Keltisch in Utrecht. Hij was van 1941-1946 docent in Nederland, maar aanvaardde vervolgens een betrekking op Curaçao als leraar Nederlandse taal aan de openbare HBS, het Peter Stuyvesant College. Verder was hij actief in het culturele leven, onder meer door de oprichting van een volksuniversiteit, het regisseren van toneel en het presenteren van literaire recensies in bladen als de Beurs- en Nieuwsberichten en voor de radio. 
Zijn roman Papieren huizen: een Curaçaose episode uit een gewoon mensenleven (1952) speelt zich af op het eiland. De roman beschrijft het ‘uitkomen’ van een Nederlandse hoofdpersoon en het acculturatieproces dat hij op het eiland ondergaat door in een rijke handelsfamilie in te trouwen.
- International Standard Name Identifier: 0000 0003 9724 5065
- Nederlandse Thesaurus van Auteursnamen: 074118900
- Virtual International Authority File: 292310120
- WorldCat: E39PBJvXdJ9rHYHTFqvyxfbPQq